# Liste romanischer Klöster, Kirchen und Kapellen in Yonne (Burgund)

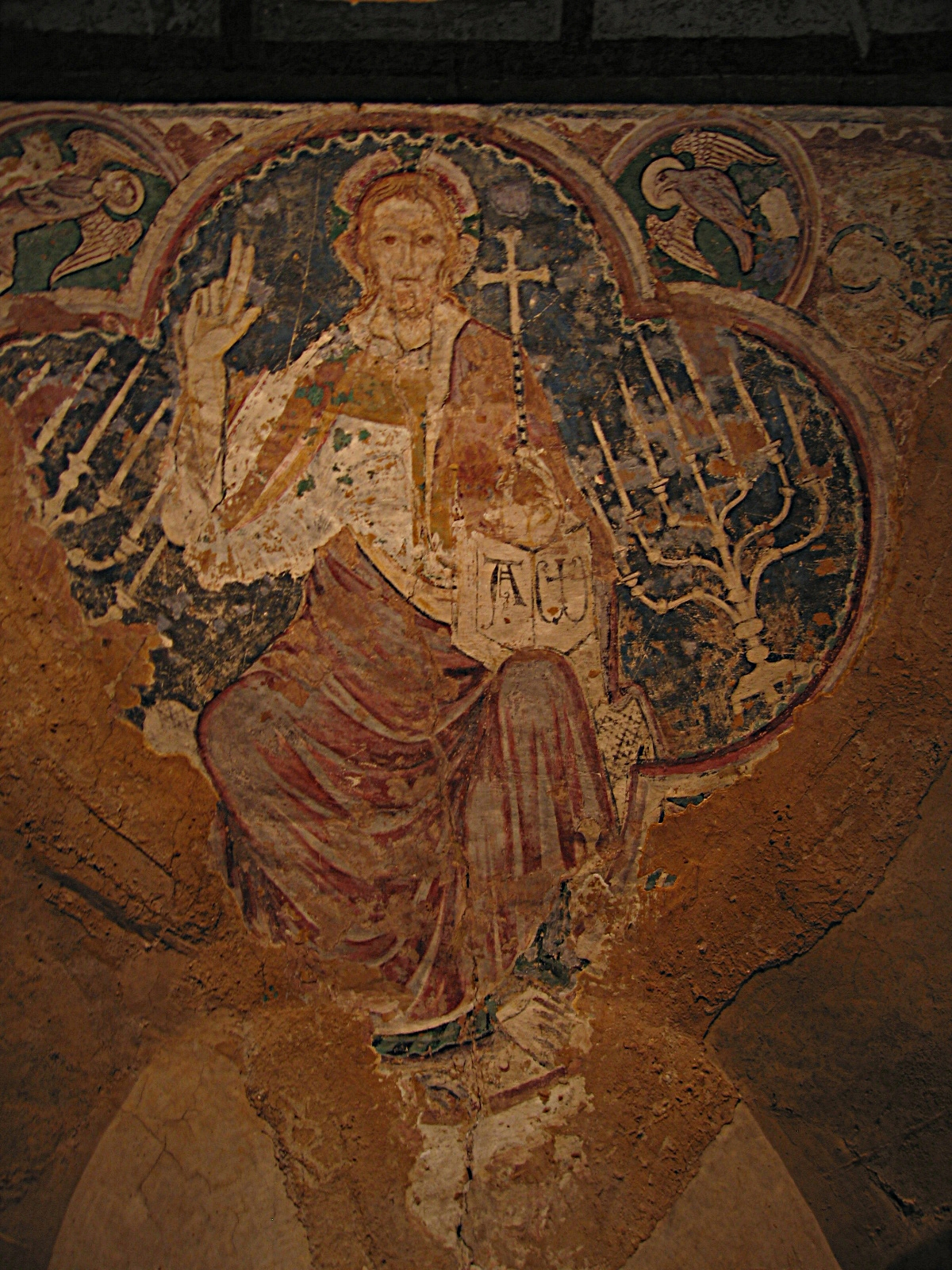
Auxerre

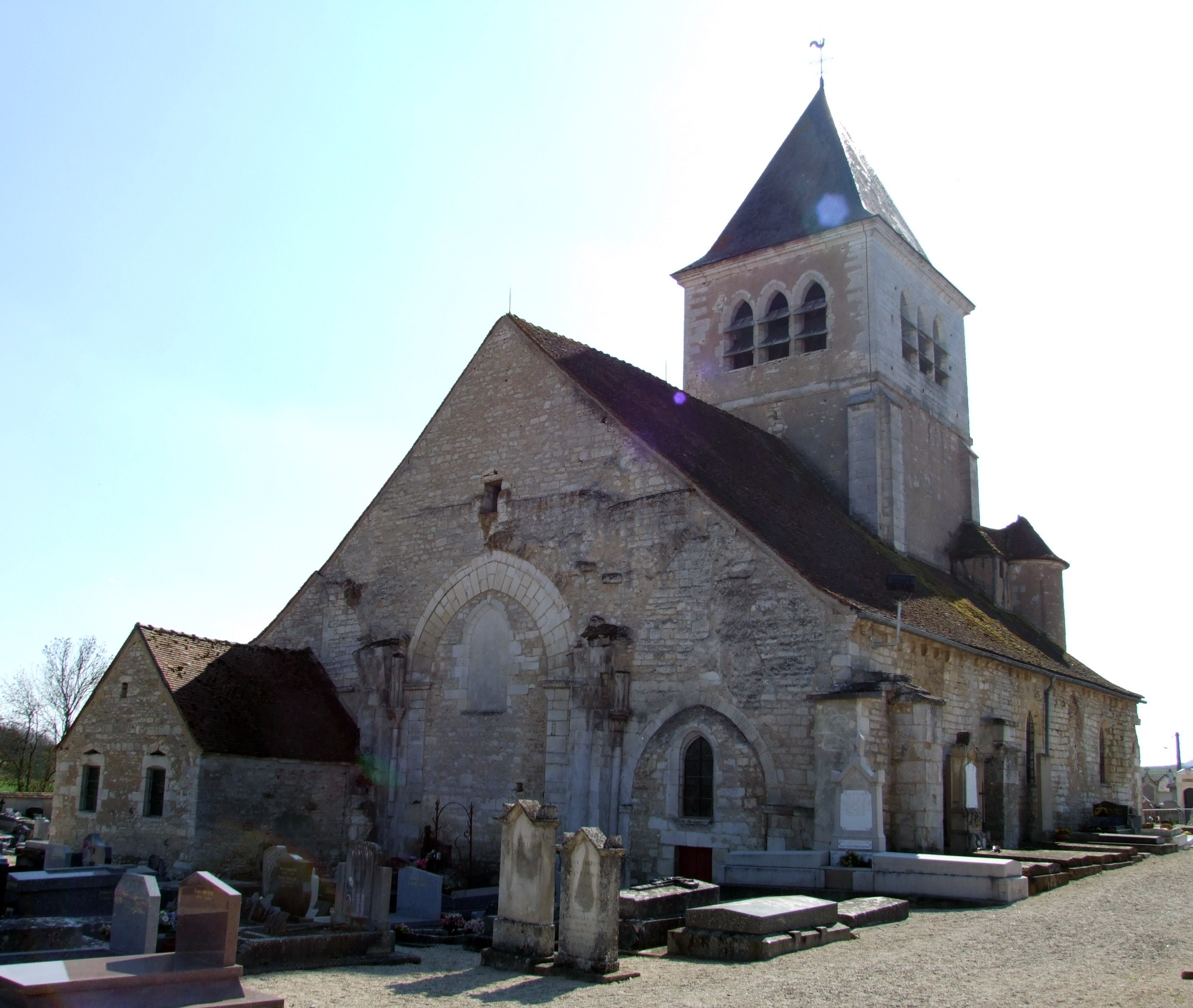
Chablis, Saint-Pierre

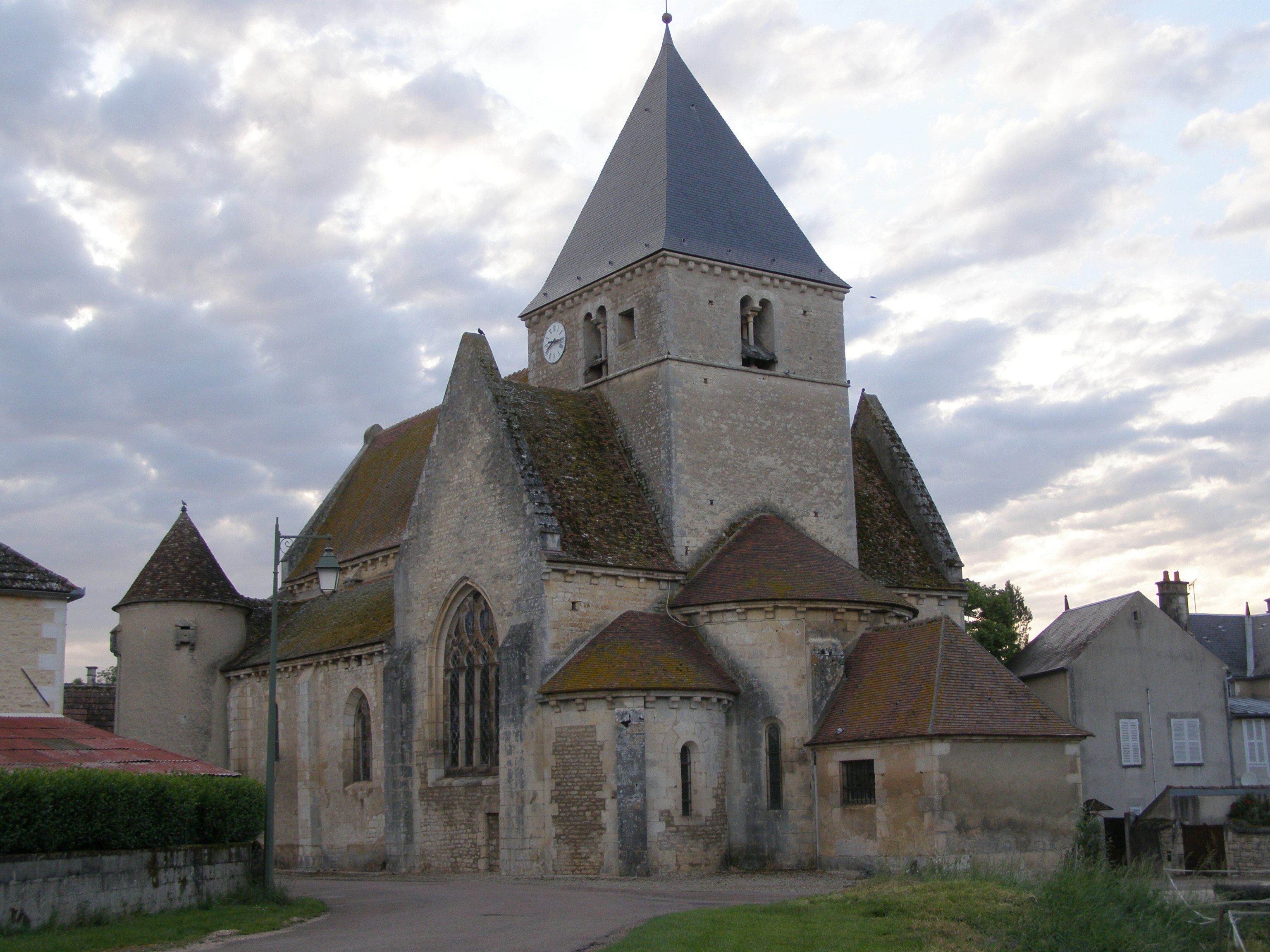
Druyes-les-Belles-Fontaines

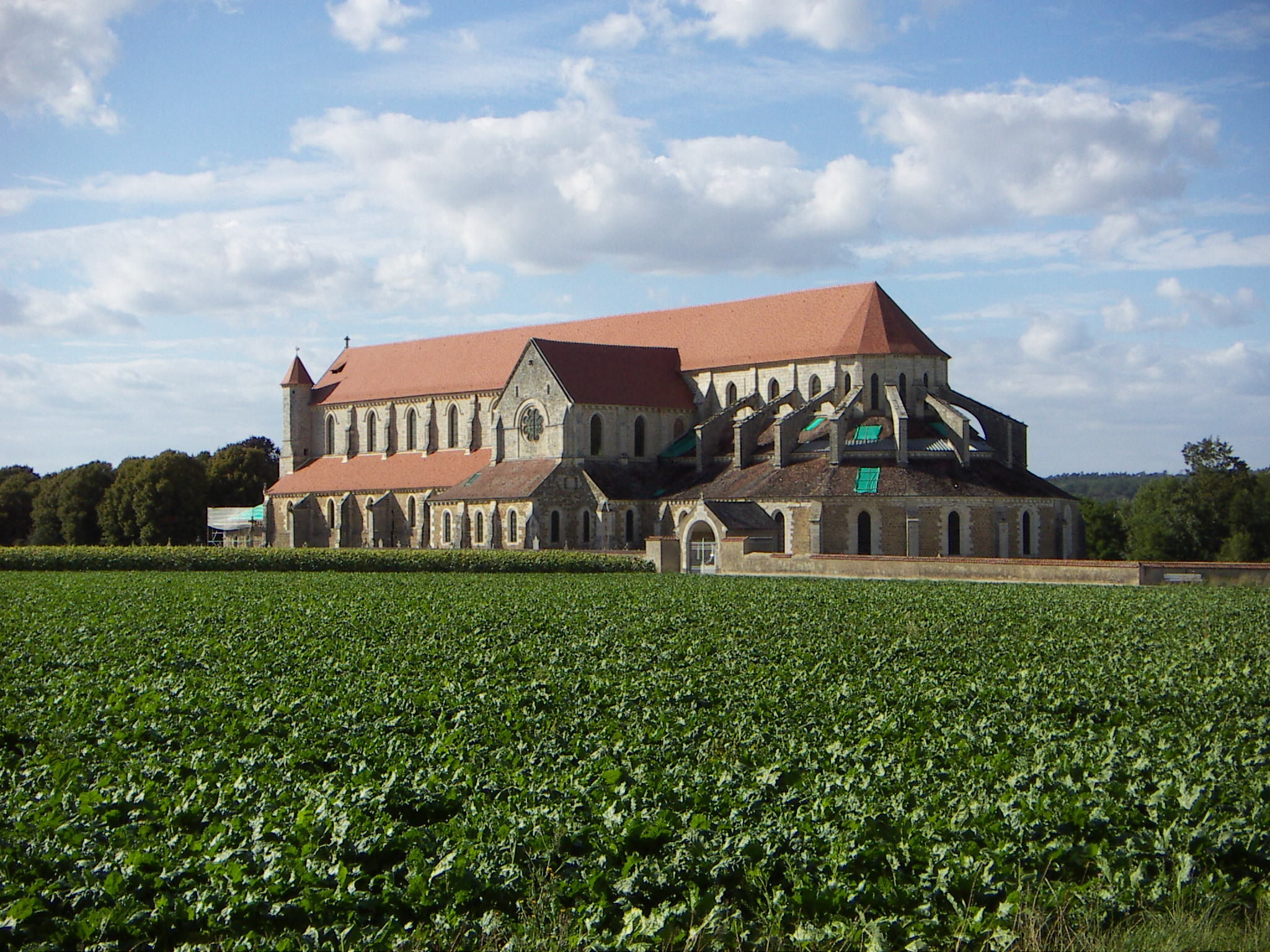
Pontigny

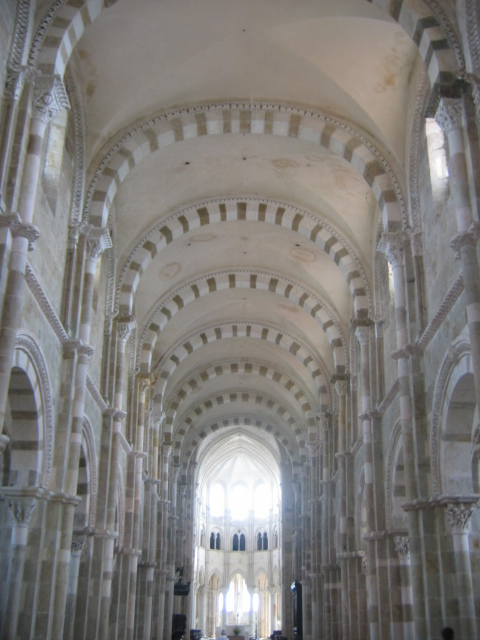
Vézelay

Diese Liste führt romanische Klöster, Kirchen und Kapellen im Département Yonne in der französischen Region Burgund (Bourgogne) auf. (weitere Départements in Burgund: Côte-d’Or, Nièvre, Saône-et-Loire; siehe auch Liste der Kirchen und Klöster in Burgund).
1. Accolay, Saint-Nizier
2. Ancy-le-Franc, Sainte-Colombe
3. Anneot, Saint-Gengoult
4. Argentenay, Saint-Laurent
5. Asnières-sous-Bois, Saint-Sulpice
6. Asquins, Saint-Jacques-le-Majeur
7. Augy, Saint-Maurice
8. Auxerre, Kathedrale Saint-Étienne (Krypta)
9. Auxerre, Saint-Germain (Krypta)
10. Auxerre, Saint-Eusèbe
11. Auxerre, Préfecture (Ancien Eveché)
12. Auxerre, Saint-Amatre
13. Auxerre, Saint-Pélerin
14. Auxerre, Saint-Clément
15. Auxerre, Saint-Martin-lès-Saint-Marien
16. Auxerre, Sainte-Madeleine
17. Avallon, Saint-Lazare
18. Avallon, Saint-Martin-du-bourg
19. Avallon, Saint-Pierre
20. Bazarnes, Saint-Vérain
21. Bazarnes, Portail de Maison
22. Beine(s), Notre-Dame-de-l'Assomption
23. Beon, Notre-Dame
24. Bessy-sur-Cure (Lucy-sur-Cure), Saint-Jacques
25. Blannay, Saint-Pierre
26. Bléneau, Saint-Loup-de-Troyes
27. Bligny-en-Othe (Brienon-sur-Armançon), Saint-Antoine
28. Bouilly (Vergigny), Saint-Pierre-es-Liens
29. Branches, Saint-Martin
30. Brannay, Notre-Dame-de-la-Nativité
31. Brion, Saint-Phal
32. Bussières, Saint-Jean-Baptiste
33. Bussy-le-Repos, Saint-Pierre
34. Censy, Saint-Jean-Baptiste
35. Cerisiers, Saint-Jean-Baptiste
36. Cézy, Saint-Loup
37. Chablis, Saint-Martin
38. Chablis, Saint-Pierre
39. Chablis, Saint-Cosme
40. Chablis, Le Petit Pontigny
41. Chambeugle, Saint-Aubin
42. Champcevrais, Saint-Germain
43. Champigny, Saint-Martin
44. Champlay, Saint-Martin
45. Chassignelles, Saint-Jean-Baptiste
46. Chassy, Saint-Loup
47. Châtel-Censoir, Cave du Chateau de Saint-Censure
48. Chaumont, Notre-Dame
49. Chemilly-sur-Yonne, Saint-Georges
50. Chene-Arnoult, Notre-Dame
51. Cheney, Saint-Martin
52. Chéu, Saint-Martin
53. Civry-sur-Serein (Massangis), Saint-Jean-l'Evangeliste
54. Coulours, Saint-Jean-Baptiste
55. Cours (Grimault), Saint-Antoine-et-Saint-Sulpice
56. Courtoin, Saint-Firmin
57. Courtois-sur-Yonne, Saint-Artheme
58. Crain, Saint-Etienne
59. Crécy (Avrolles), Grange Cistercienne de Crecy
60. Cry(-sur-Armancon), Saint-Julien
61. Cudot, Notre-Dame
62. Cure (Domecy-sur-Cure), Saint-Martin-de-Cure
63. Cure (Domecy-sur-Cure), Saint-Antoine
64. Dicy, Saint-Sébastien
65. Dilo (Arces-Dilo), Saint-Cartault
66. Dixmont, Saint-Gervais-et-Saint-Protais
67. Dracy(-sur-Ouanne), Saint-Etienne
68. Druyes-les-Belles-Fontaines, Saint-Romain
69. Druyes-les-Belles-Fontaines, Château fort des Comtes d’Auxerre et de Nevers
70. Dyé, Saint-Pierre
71. Epineuil, Saint-Etienne (ex-Notre-Dame)
72. Escolives-Sainte-Camille, Saint-Pierre-et-Saint-Paul
73. Etais-la-Sauvin, Chapelle du Cimetiere
74. Etaule, Saint-Valentin
75. Etigny, Sainte-Trinité
76. Fleurigny (Thorigny-sur-Oreuse), Saint-Memmy
77. Flogny-la-Chapelle, Saint-Léger
78. Fontaines, Saint-Laurent
79. Fontenay-près-Chablis, Saint-Quentin
80. Fontenay-près-Vézelay, Saint-Germain
81. Fontenouilles, Saint-Come-et-Saint-Damien
82. Fyé (Chablis), Saint-Antoine
83. Girolles, Saint-Didier
84. Givry, Notre-Dame
85. Gron, Saint-Germain
86. Irancy, Saint-Germain
87. Joigny, Saint-André (ex-Notre-Dame)
88. Jouancy, Notre-Dame-de-la-Nativité
89. Jully(-les-Nonains)
90. Junay, Saint-Didier
91. Jussy, Notre-Dame
92. La Chapelle-Vaupelteigne, Saint-Sébastien
93. La Ferté-Loupière, Saint-Germain
94. La Postolle, Saint-Joseph-et-Saint-Fiacre
95. Lavau, Saint-Germain
96. Leugny, Saint-Martin
97. Les Echarlis (Villefranche), Couvent des Echarlis
98. Lignorelles, Saint-Martin
99. Ligny-le-Chatel, Saint-Pierre-et-Saint-Paul
100. Lindry, Sainte-Genevieve
101. Lixy, Sainte-Madeleine
102. Louesme (Champignelles), Saint-Roch
103. Lucy-le-Bois, Saint-Martin
104. Lucy-sur-Cure, Saint-Amatre
105. Lucy-sur-Yonne, Notre-Dame
106. Maillot, Notre-Dame-de-l'Assomption
107. Mailly-le-Chateau, Chapelle Saint-Siméon du Cimetiere
108. Marmeaux, Saint-Michel
109. Marsangy, Saint-Germain
110. Méré, Saint-Martin
111. Merry-sur-Yonne, Saint-Denis
112. Mezilles, Saint-Marien
113. Molay, Saint-Laurent
114. Molesmes, Notre-Dame
115. Molinons, Saint-Pierre-es-Liens
116. Montigny-la-Resle, Notre-Dame
117. Montillot, Saint-Laurent
118. Montréal, Notre-Dame-de-l’Assomption
119. Montréal, Saint-Bernard
120. Moutiers, Saint-Pierre-et-Saint-Paul
121. Nailly, Saint-Urbain/Saint-Pierre ?
122. Noyers-sur-Serein, Hotel de Ville
123. Noyers-sur-Serein, Notre-Dame-de-la-Nativité
124. Nuits(-sur-Armancon), Saint-Marc
125. Nuits(-sur-Armancon), Saint-Cyr-et-Sainte-Julitte
126. Oudun (Joux-la-Ville), Grange d'Oudun
127. Parly, Saint-Sébastien
128. Perreuse (Treigny), Saint-Mammes
129. Pierre-Perthuis, Saint-Léonard
130. Plessis-du-Mée (Perceneige), Saint-Savinien
131. Pontigny (Abtei)
132. Pont-sur-Vanne, Notre-Dame
133. Pourrain, Saint-Serge-et-Saint-Bache
134. Précy-le-Sec, Saint-Paul
135. Précy-sur-Vrin, Saint-Léon
136. Prégilbert, Notre-Dame
137. Quenne, Notre-Dame-de-l'Assomption
138. Quincy (Commissey (Tanlay)), Notre-Dame
139. Ragny (Savigny-en-Terre-Plaine), Château de Ragny
140. Ravières, Saint-Pantaleon
141. Rogny-les-Sept-Ecluses, Saint-Loup (ex-Saint-Martin)
142. Rogny-les-Sept-Ecluses, Saint-Eusebe
143. Ronchères (Saint-Fargeau), Saint-Fiacre
144. Sainr-Bris-le-Vineux, Maison des Templiers
145. Saint-Denis(-les-Sens), Saint-Denis
146. Sainte-Colombe (Saint-Denis), Sainte-Colombe
147. Sainte-Colombe (Saint-Denis), Abbaye de Sainte-Colombe
148. Sainte-Colombe(-pres-l'Isle), Sainte-Colombe
149. Saint-Cyr-les-Colons, Saint-Cyr-et-Sainte-Julitte
150. Sainte-Magnance, Sainte-Magnance
151. Sainte-Vertu, Saint-Pierre
152. Sainte-Vertu, Saint-Medard
153. Saint-Fargeau, Saint-Ferreol
154. Saint-Florentin
155. Saint-Georges-sur-Baulche, Saint-Georges
156. Saint-Martin-sur-Ocre, Saint-Martin
157. Saint-Maurice-le-Vieil, Saint-Leger
158. Sainte-Pallaye, Sainte-Pallaye
159. Saint-Père(-sous-Vezelay), Saint-Pierre
160. Saint-Romain-le-Preux, Saint-Romain
161. Saint-Sauveur-en-Puisaye, Saint-Jean-Baptiste
162. Saint-Sauveur-en-Puisaye, Tour Sarrasine
163. Saint-Valérien, Saint-Valérien
164. Saint-Vinnemer (Tanlay), Saint-Vinnemer
165. Sambourg, Saint-Pierre-es-Liens
166. Sauvigny-le-Bois, Saint-Jean-les-Bonshommes
167. Savigny-en-Terre-Plaine, Saint-Bénigne
168. Sceaux, Saint-Maurice
169. Seignelay, Saint-Martial
170. Senan, Saint-Etienne-et-Saint-Firmin
171. Sennevoy-le-Bas, Saint-Pierre
172. Sens, Saint-Maurice
173. Sens, Saint-Pierre-le-Rond
174. Sens, Saint-Pierre-le-Vif
175. Sens, Saint-Savinien
176. Sepeaux, Saint-Martin-et-Saint-marc
177. Septfonds (Saint-Fargeau), Saint-Pierre
178. Sermizelles, Notre-Dame-de-la-Nativité
179. Serrigny, Notre-Dame
180. Sognes (Perceneige), Saint-Pierre
181. Soulangy (Sarry), Saint-Pierre-es-Liens
182. Tannerre-en-Puisaye, Saint-Martin
183. Tharot, Saint-Aignan
184. Theil-sur-Vanne, Saint-Martin
185. Thizy, Chapelle du Prieuré
186. Tonnerre, Saint-Michel
187. Tonnerre, Saint-Pierre
188. Toucy, Saint-Pierre (ex-Notre-Dame)
189. Trevilly, Saint-Symphorien
190. Trucy-sur-Yonne, Saint-Laurent
191. Vaux (Auxerre), Saint-Loup
192. Vareilles, Saint-Maurice
193. Vauluisant (Courgenay)
194. Venoy, Saint-Louis-et-Saint-Maurice
195. Vergigny, Saint-Gervais-et-Saint-Protais
196. Vermenton (Chateau de Betry), Chapelle du Chateau
197. Vermenton (Reigny), Abbaye de Reigny
198. Vézelay, Ste-Marie-Madeleine de Vézelay (Abtei)
199. Vézelay, Saint-Etienne
200. Vézelay, Saint-Pierre
201. Vézelay, Sainte-Croix (La Cordelle)
202. Vézelay, Maisons Romanes
203. Vignes, Saint-Pierre
204. Villegardin (Montacher-Villegardin), Saint-Nicolas
205. Villeneuve-la-Dondagre, Saint-Loup
206. Villeneuve-la-Guyard, Saint-Germain
207. Villeneuve-l'Archeveque, Notre-Dame-de-la-Nativité
208. Villeneuve-Saint-Salves, Sainte-Pallaye
209. Villeperrot, Saint-Hilaire-et-Saint-Eutrope
210. Villethierry, Saint-Loup
211. Villiers-la-Grange (Grimault), Saint-Edme
212. Villiers-Saint-Benoit, Sainte-Reine
213. Villy, Saint-Etienne
214. Vincelottes, Cellier Cistercien
215. Viviers, Saint-Phal/Saint-Phalle
216. Voutenay-sur-Cure, Saint-André
217. Yrouerre, Saint-Nicolas